# Муллова (деревня)
Муллова — деревня в Кожевниковском районе Томской области, Россия. Входит в состав Песочнодубровского сельского поселения.

## География
Деревня находится на северо-западе Кожевниковского района, недалеко от административной границы с Шегарским районом (2 км по прямой на север) и с Новосибирской областью (11 км по прямой на юго-запад), у впадения реки Мулловушки в Шегарку. С востока к Муллове примыкает автомобильная дорога — ответвление от трассы Р398 (у Каргалы) до Песочнодубровки.

## История
Основана в 1840 г. В 1926 году состояла из 113 хозяйств, основное население — русские. Центр Мулловского сельсовета Богородского района Томского округа Сибирского края.

## Население
| 1926 | 2002 | 2010 | 2012 | 2013 | 2014 | 2015 |
| ---- | ---- | ---- | ---- | ---- | ---- | ---- |
| 585  | ↘265 | ↘229 | ↘226 | ↗234 | →234 | ↗235 |
| 2021 |      |      |      |      |      |      |
| ↘217 |      |      |      |      |      |      |

## Социальная сфера и экономика
В деревне работают начальная общеобразовательная школа и фельдшерско-акушерский пункт.
Основу местной экономической жизни составляют сельское хозяйство и розничная торговля.